# Oreto (rzeka)
Oreto – rzeka płynąca we Włoszech, na Sycylii, uchodząca w Palermo do Morza Tyrreńskiego.

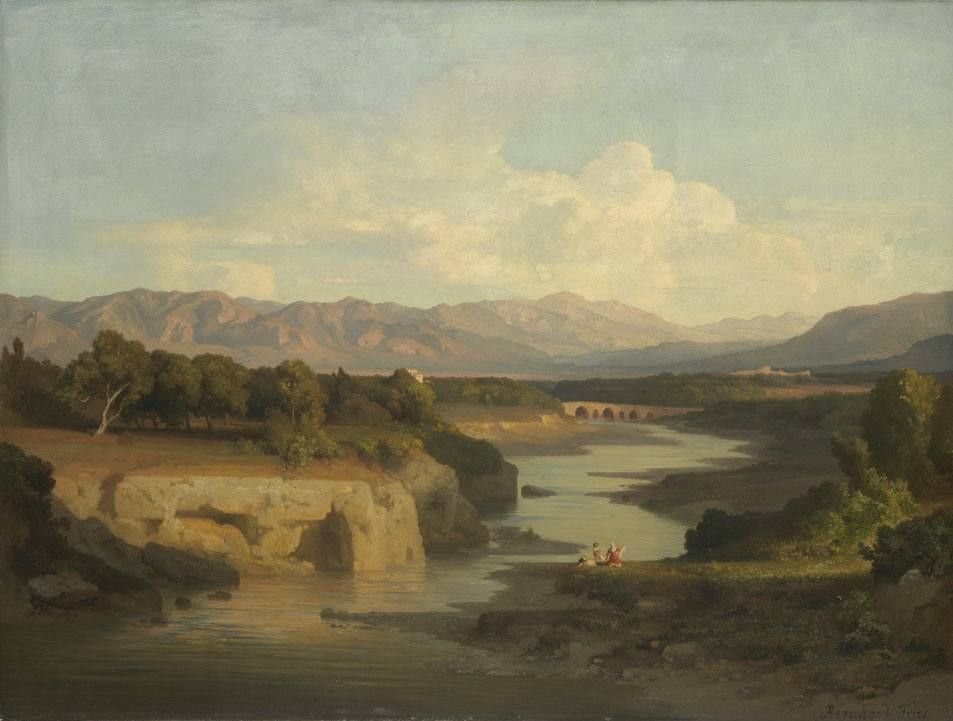
Oreto na obrazie Bernharda Friesa, ok. 1860 – na obrazie widoczny Ponte dell’Ammiraglio

Oreto jest rzeką na Sycylii o długości 21 km, która uchodzi do Morza Tyrreńskiego. Końcowy odcinek rzeki oraz ujście znajdują się w mieście Palermo. Ma kilka niewielkich dopływów.
W okresie arabskim rzeka nosiła nazwę Abbas. W XII w. nad Oreto został wzniesiony kamienny most – Ponte dell’Ammiraglio, który łączył Palermo z królewskimi ogrodami na drugim brzegu rzeki. 27 maja 1860 r. most był miejscem bitwy pomiędzy „Czerwonymi koszulami” Garibaldiego i wojskami królestwa Obojga Sycylii w czasie „wyprawy tysiąca”. Z powodu licznych powodzi powodowanych przez Oreto w 1938 zmieniono nurt rzeki. W 2005 most został wpisany na listę światowego dziedzictwa UNESCO.